# Filles d'Akhenaton

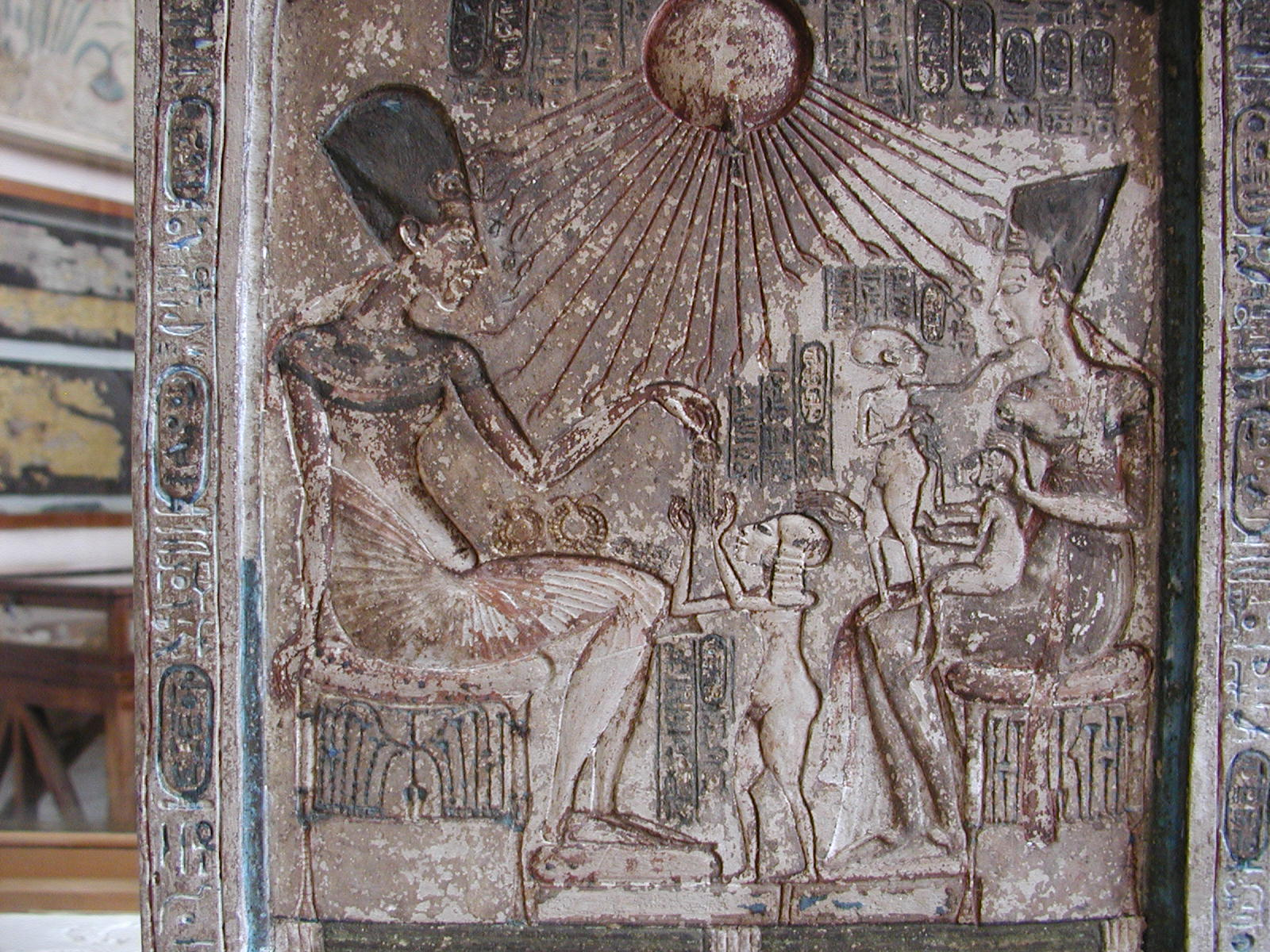
Akhenaton, Néfertiti et leurs filles

Le couple royal formé par Akhenaton (Amenhotep IV) et Néfertiti donne naissance à six enfants, uniquement des filles, même si certains historiens ont avancé jusqu'à il y a encore peu de temps l'hypothèse selon laquelle Toutânkhamon était également le fils du pharaon hérétique et de la reine. Néfertiti met au monde ses six enfants au cours des sept à dix premières années (en fonction des spécialistes) de règne de son époux :
- Mérytaton ou Méritaton, « l'aimée d'Aton », puis Méritamon,
- Mâkhétaton, « la protégée d'Aton »,
- Ânkhésenpaaton, « elle vit pour Aton », puis Ânkhesenamon,
- Néfernéferouaton, « la perfection des perfections d'Aton »,
- Néfernéferourê, « la perfection des perfections de Rê »,
- Sétepenrê, « l'élue de Rê »

Baketaton, « la servante du dieu Aton », la très jeune sœur du pharaon Akhenaton, dernière fille d'Amenhotep III et de la reine-mère Tiyi, disparue à la dixième année du règne de son fils, est élevée avec ses nièces.
Toutes les scènes montrant Akhenaton, Néfertiti et leurs filles donnent une image de la vie quotidienne de la famille royale.
Mérytaton, l'aînée, connaît tous les rouages de la politique religieuse instaurée par le pharaon. Akhenaton, qui la destine à devenir reine, n'hésite pas à la faire représenter sur tous les bas-reliefs à ses côtés. Il en est de même pour les deux suivantes, Mâkhétaton et Ânkhésenpaaton (qui deviendra Ânkhésenamon épouse de son demi-frère Toutânkhamon). Le pharaon épousera ses trois dernières, peu avant la fin de son règne. En l'an 12 du règne d'Akhenaton, Mâkhétaton, à peine pubère, meurt quelques mois après son mariage avec son père. Certains égyptologues avancent que ce fut des suites d'un accouchement.
Smenkhkarê, dont l'origine est très contestée entre les spécialistes et qui ne règne que très peu de temps, épousera Mérytaton, l'aînée des filles, après le décès de son père. Cette dernière meurt également jeune.
Toutânkhamon, qui lui succède sur le trône, épouse la princesse Ânkhésenpaaton, troisième enfant d'Akhenaton et de Néfertiti, mais certains pensent qu'il s'agirait en fait de la fille que la princesse a eue avec son père Akhenaton et qui porterait le même nom que sa mère. Au décès de Toutânkhamon, Ânkhésenamon — elle avait également changé son nom — pourrait être cette reine d'Égypte veuve, dont on a retrouvé le message à Hattusa, destiné au souverain hittite Suppiluliuma Ier et lui demandant son fils en mariage. Il s'agirait alors d'une manœuvre destinée à contrer les projets de Aÿ, ou plus vraisemblablement d'Horemheb. 
Le fils du roi hittite part vers l'Égypte, où il ne parvient jamais, assassiné sur une piste en Cannaan. Ânkhésenamon disparaît peu de temps après. Quant aux trois autres filles, on ne sait rien de leur vie.
Une nouvelle théorie propose qu'Akhenaton, qui avait épousé sa fille aînée Méritaton pour la préparer à régner, aurait également associé au pouvoir une autre de ses filles, Néfernéferouaton Tasherit. Elles seraient montées ensemble sur le trône sous le nom de couronnement commun d'Ânkh-Khéperourê, selon Valérie Angenot[réf. nécessaire].